# Blair Brown

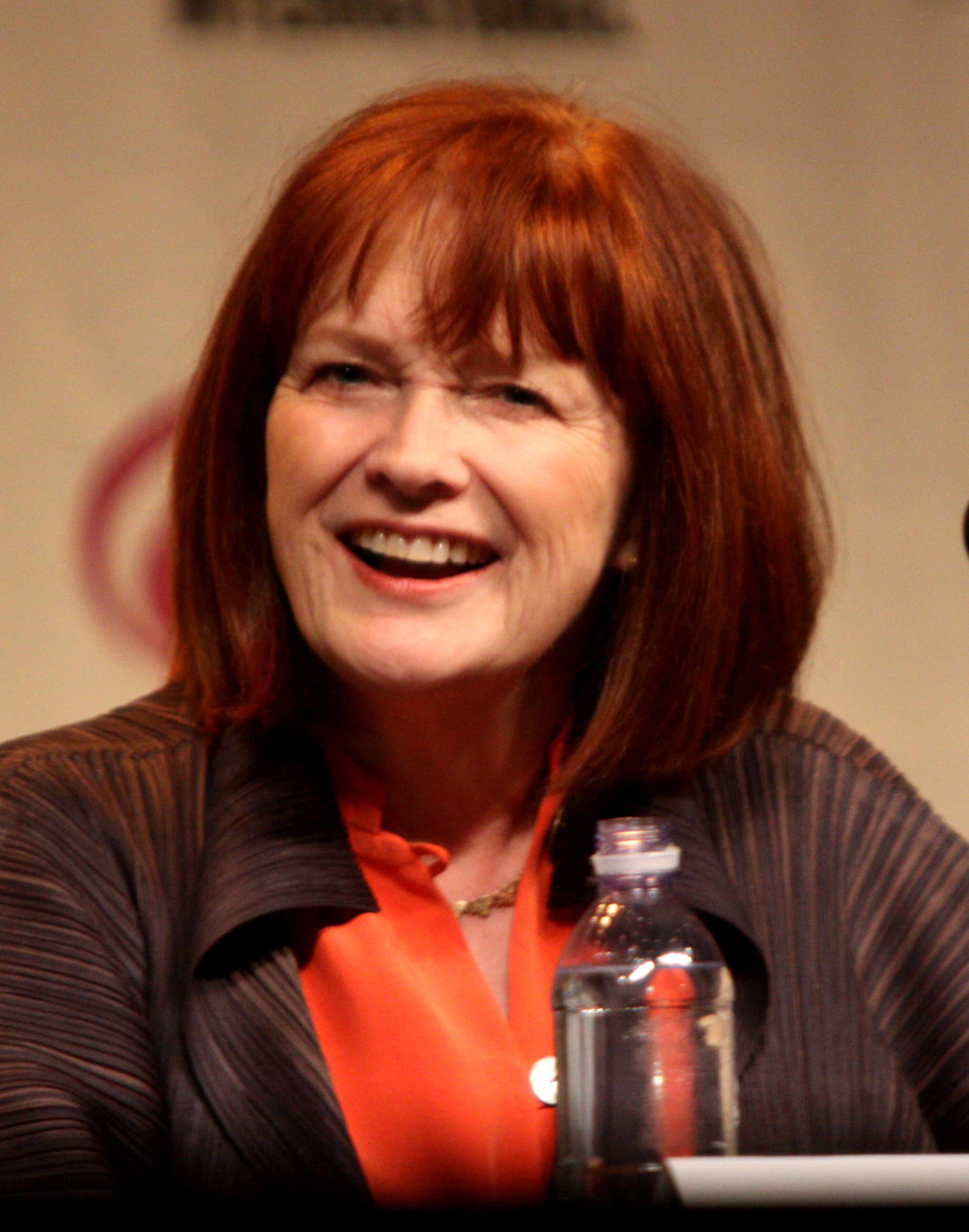
Blair Brown (2012)

Blair Brown (* 23. April 1946 in Washington, D.C.) ist eine US-amerikanische Schauspielerin.

## Leben
Blair Brown absolvierte 1969 die Canada’s National Theatre School, später trat sie in zahlreichen Theaterstücken wie The School for Scandal und  The Merchant of Venice auf. Für ihre Hauptrolle im Stück Copenhagen gewann sie im Jahr 2000 den Tony Award.
Als Filmschauspielerin spielte Brown neben William Hurt in Der Höllentrip (1980). Für ihre Rolle im Film Zwei wie Katz und Maus (1981), in dem sie neben John Belushi spielte, wurde sie für einen Golden Globe Award nominiert. Sie trat ebenfalls in Miniserien wie Kennedy (1983) oder Space (1985) auf. Für ihre Rolle in der Fernsehserie The Days and Nights of Molly Dodd (1987–1991) wurde sie mehrmals für den Emmy nominiert.
Von 2008 bis 2012 war sie in der US-Serie Fringe – Grenzfälle des FBI zu sehen, davon in den ersten vier Staffeln als Teil der Hauptbesetzung.
Brown lebte von 1976 bis 1985 mit dem Schauspieler Richard Jordan zusammen, sie haben einen gemeinsamen Sohn.

## Filmografie (Auswahl)
- 1971: Polizeiarzt Simon Lark (Police Surgeon, Fernsehserie, Folge 3x13)
- 1973: Zeit der Prüfungen (The Paper Chase)
- 1975: Detektiv Rockford – Anruf genügt (The Rockford Files, Fernsehserie, Folge 2x13)
- 1976: Kojak – Einsatz in Manhattan (Kojak, Fernsehserie, Folge 4x13)
- 1977: Die 3000-Meilen-Jagd (The 3,000 Mile Chase)
- 1980: Der Höllentrip (Altered States)
- 1981: Zwei wie Katz und Maus (Continental Divide)
- 1983: Kennedy (Miniserie, Folge 2)
- 1985: Space (Miniserie, 5 Folgen)
- 1987–1991: The Days and Nights of Molly Dodd (Fernsehserie, 65 Folgen)
- 1988: Katies Sehnsucht (Stealing Home)
- 1991: Downtown Cop (The Good Policeman)
- 1992: Ein verrückter Leichenschmaus (Passed Away)
- 1994: … und Hoffnung auf Liebe (The Gift of Love, Fernsehfilm)
- 1995: Frasier (Fernsehserie, Folge 3x02)
- 1999: The Astronaut’s Wife – Das Böse hat ein neues Gesicht (The Astronaut’s Wife)
- 2000: Space Cowboys
- 2002: Smallville (Fernsehserie, Folge 2x07)
- 2002: CSI: Miami (Fernsehserie, Folge 1x11)
- 2003: Law & Order (Fernsehserie, Folge 13x19)
- 2003: Dogville
- 2004: Law & Order: Special Victims Unit (Fernsehserie, 2 Folgen)
- 2004: Emergency Room – Die Notaufnahme (ER, Fernsehserie, Folge 10x21)
- 2005: Missing – Verzweifelt gesucht (Missing, Fernsehserie, Folge 3x04)
- 2005: Loverboy
- 2006: The Treatment
- 2006: Griffin & Phoenix
- 2006: The Sentinel – Wem kannst du trauen? (The Sentinel)
- 2008–2012: Fringe – Grenzfälle des FBI (Fringe, Fernsehserie, 47 Folgen)
- 2011: Falling Skies (Fernsehserie, Folge 1x08)
- 2014: Forever (Fernsehserie, Folge 1x10)
- 2014: Person of Interest (Fernsehserie, Folge 4x14)
- 2015–2017: Orange Is the New Black (Fernsehserie, 23 Folgen)
- 2016: Limitless (Fernsehserie)
- 2017: Elementary (Fernsehserie)